# Cruz Paredes (khu tự quản)
Cruz Paredes là một khu tự quản thuộc bang Barinas, Venezuela. Thủ phủ của khu tự quản Cruz Paredes đóng tại Barrancas. Khự tự quản Cruz Paredes có diện tích 778 km2, dân số theo điều tra dân số ngày 21 tháng 10 năm 2001 là 20574 người.